# Desire in the Dust
Desire in the Dust est un film américain réalisé par William F. Claxton, sorti en 1960.

## Fiche technique
- Titre : Desire in the Dust
- Réalisateur : William F. Claxton
- Scénario : Charles Lang d'après le roman de Harry Whittington Frénésie pastorale (Desire in the Dust)
- Musique : Paul Dunlap
- Directeur de la photographie : Lucien Ballard
- Producteur : Robert L. Lippert
- Société de production : Lippert Pictures
- Distributeur : Twentieth Century Fox Film Corporation
- Durée : 102 minutes
- Film en noir et blanc
- Genre : Film policier, drame
- Dates de sortie :
  -  États-Unis 11 octobre 1960
  -  Autriche août 1961
  -  Suède 7 août 1961
  -  Mexique 9 novembre 1961
  -  Danemark 22 janvier 1962

## Distribution
- Raymond Burr : Colonel Ben Marquand
- Martha Hyer : Melinda Marquand
- Joan Bennett : Mrs. Marquand
- Ken Scott : Lonnie Wilson
- Brett Halsey : Dr. Ned Thomas
- Edward Binns : Luke Connett
- Margaret Field : Maude Wilson
- Douglas Fowley : Zuba Wilson
- Kelly Thordsen : Sheriff Wheaton
- Rex Ingram : Burt Crane
- Jack Ging : Peter Marquand
- Anne Helm : Cass Wilson
- Irene Ryan : Nora Finney
- Paul Baxley : Thurman Case
- Robert Earle : Virgil
- Patricia Snow : Nellie
- Elmore Morgan : Conducteur
- Audrey Moore : Frank
- Joseph Sidney Felps : Roy
- Joe Paul Steiner : Deputy